# Derschen
Derschen ist eine Ortsgemeinde im Landkreis Altenkirchen (Westerwald) in Rheinland-Pfalz. Sie gehört der Verbandsgemeinde Daaden-Herdorf an.

## Geographie
Derschen liegt auf einer Höhe zwischen 400 und 450 Meter über NN. Südlich von Derschen entspringt der Derscher Bach, der bei Steinches Mühle in die Daade mündet. Im Süden liegt die Friedewalder Höhe, im Norden der Brachenberg und im Westen der Schimmerich.
Der Haltepunkt Derschen lag an der Bahnstrecke Scheuerfeld–Emmerzhausen.
Nachbarorte von Derschen sind Daaden im Norden, Mauden und Emmerzhausen im Osten, Nisterberg im Süden und Friedewald im Westen.

## Geschichte
Der Ort Derschen wurde erstmals im Jahre 1230 urkundlich erwähnt, als ein Konrad von Dersin als Urkundszeuge in einem Streitverfahren auftritt. Derschen gehörte zum Kirchspiel Daaden in der Grafschaft Sayn und seit dem 17. Jahrhundert zu Sayn-Altenkirchen.
Im Jahr 1741 wird die „Alte Schule“ in der Mitte des Ortes erbaut. 1758 wurde der Südflügel angebaut. 1808 besteht der Ort aus 51 Häusern.
Von 1803 an gehörte Derschen zum Fürstentum Nassau-Usingen, von 1806 bis 1815 zum Herzogtum Nassau. Infolge der Beschlüsse des Wiener Kongresses und eines Vertrages mit Nassau kam das Gebiet der ehemaligen Grafschaft Sayn-Altenkirchen 1815 an das Königreich Preußen. Unter der preußischen Verwaltung wurde Derschen der Bürgermeisterei Daaden im Kreis Altenkirchen im Regierungsbezirk Koblenz zugeordnet.
Am 27. März 1945 erreichten die Amerikaner den Ort. Kriegsschäden hatte Derschen keine zu verzeichnen, dafür fielen 34 Männer im Krieg.
Aufgrund der Mitte der 1960er Jahre begonnenen rheinland-pfälzischen Verwaltungsreform gehört Derschen seit dem 1. Oktober 1968 der gleichzeitig neu gebildeten Verbandsgemeinde Daaden an.
Bevölkerungsentwicklung
Die Entwicklung der Einwohnerzahl von Derschen, die Werte von 1871 bis 1987 beruhen auf Volkszählungen:
| Jahr | Einwohner |
| 1815 | 312       |
| 1835 | 389       |
| 1871 | 402       |
| 1905 | 491       |
| 1939 | 651       |
| 1950 | 667       |

| Jahr | Einwohner |
| 1961 | 832       |
| 1970 | 962       |
| 1987 | 943       |
| 1997 | 1.136     |
| 2005 | 1.132     |
| 2023 | 967       |

## Politik

### Gemeinderat
Der Gemeinderat in Derschen besteht aus zwölf Ratsmitgliedern, die bei der Kommunalwahl am 9. Juni 2024 in einer Mehrheitswahl gewählt wurden, und dem ehrenamtlichen Ortsbürgermeister als Vorsitzendem. Bis zur Wahl 2019 waren es 16 Ratsmitglieder.

### Bürgermeister
Peter Blaes wurde am 28. August 2024 Ortsbürgermeister von Derschen. Bei der Direktwahl am 9. Juni 2024 war er als einziger Bewerber mit einem Stimmenanteil von 67,6 % für fünf Jahre gewählt worden.
Blaes Vorgänger waren Volker Wisser, der das Amt im Oktober 2017 übernommen hatte, und zuvor Chris Lichtenthäler.

## Kultur und Sehenswürdigkeiten
Weit über die Ortsgrenzen bekannt ist Derschen wegen des Naturschutzgebiets Derscher Geschwämm, einer der letzten Hochmoorflächen in Rheinland-Pfalz. Die Derscher Geschwämm liegen auf dem Gebiet des Truppenübungsplatzes Stegskopf.
Am Daadebach liegt die Steinchesmühle, deren Ursprünge vor 1610 liegen. Sie soll kurzzeitig als Unterschlupf des Schinderhannes gedient haben.

## Verkehr
Der Ort ist durch Regionalbuslinien im Auftrag des Verkehrsverbunds Rhein-Mosel an den Nahverkehr angeschlossen.
Es existierte zudem ein Bahnhof an der Strecke der Westerwaldbahn, der SPNV wurde jedoch eingestellt.